# Demi-métal
Ne doit pas être confondu avec semimétal.
Un demi-métal est un matériau qui se comporte comme un conducteur électrique vis-à-vis des électrons dont le spin est orienté le long d'une direction donnée et comme un isolant électrique ou un semiconducteur vis-à-vis des électrons dont le spin est orienté vers la direction opposée. Bien que les demi-métaux soient ferromagnétiques, la plupart des substances ferromagnétiques ne sont pas des demi-métaux. Ces derniers sont généralement des oxydes, des sulfures ou des alliages de Heusler. Le dioxyde de chrome CrO2, l'oxyde de fer(II,III) Fe3O4 (magnétite), le manganite de lanthane dopé au strontium La1−xSrxMnO3, ou encore l'arséniure de chrome sont des exemples de demi-métaux. Ceux-ci ne doivent pas être confondus avec les semimétaux, qui sont une autre classe de matériaux.
Dans les demi-métaux, la bande de valence est partiellement remplie par des électrons ayant un spin donné mais présente une lacune de densité d'états pour les électrons de spin opposé, de sorte que ces matériaux ne sont conducteurs que pour les électrons dont le spin est aligné sur la première de ces deux orientations.